# Brian May
Pour les articles homonymes, voir Brian May (compositeur australien) et May.
Brian May, né le 19 juillet 1947 à Hampton Hill (Angleterre), au sud-ouest de Londres, est un musicien, chanteur, auteur-compositeur et astrophysicien britannique, cofondateur et guitariste du groupe de rock Queen avec le batteur Roger Taylor et le chanteur Freddie Mercury. Ils sont ensuite rejoints par le bassiste John Deacon.
Brian May a auparavant fait partie du groupe Smile avec Roger Taylor. Il a composé nombre de succès de Queen tels que We Will Rock You, I Want It All, Save Me, Who Wants to Live Forever, Tie Your Mother Down, Hammer to Fall, White Queen (As it Began), The Show Must Go On, Now I'm Here, ou encore No-One but You. Il utilise une guitare électrique qu'il a fabriquée lui-même, appelée Red Special.
Considéré comme un guitar hero, May est élu meilleur guitariste de rock de tous les temps par les lecteurs de Guitar World Magazine, et est successivement désigné 39e puis 26e du classement des cent plus grands guitaristes de tous les temps selon Rolling Stone établi en 2003 et 2011. Il est anobli par le roi Charles III en 2023, devenant Sir Brian Harold May. 

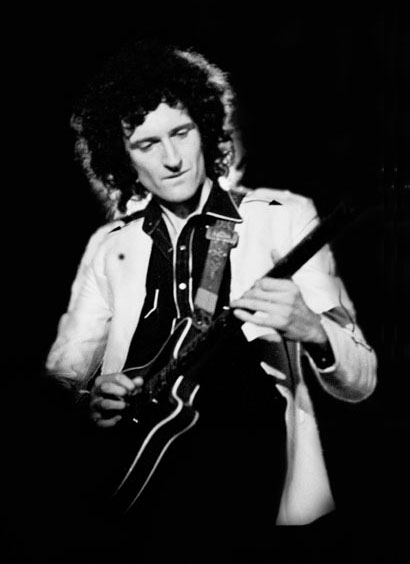
Brian May en concert, en novembre 1979, avec sa célèbre guitare Red Special.

## Biographie

### Enfance
Brian Harold May est né le samedi 19 juillet 1947 à Hampton Hill, dans le borough londonien de Richmond upon Thames, de Harold et Ruth May. Harold May est ingénieur en électronique et travaille au ministère de l’Air. Après avoir suivi un enseignement à la Cardinal Road Infant’s School (Feltham), Brian quitte l’établissement pour l’Hansworth Road Primary School (Feltham).
Il commence à recevoir des cours de piano à cinq ans et son père lui enseigne le ukulélé à six ans. C'est pour son septième anniversaire que Brian reçoit sa première guitare, une guitare acoustique qu’il modifia en rabaissant le manche et en ajoutant des micros maison. À neuf ans, il obtient le Grade IV de piano, réussissant les examens théoriques et pratiques. En 1958, Brian passe avec succès l’examen d’entrée de la Hampton Grammar School, à Hampton.

### Fabrication de la Red Special
Parmi les guitaristes de rock célèbres, Brian May a une particularité : sa guitare emblématique, celle qu’il a principalement utilisée au long de sa carrière, la Red Special, est entièrement faite maison, par May et son père avec différents matériaux et pièces de récupération.
L’histoire de cette guitare commence en août 1963, alors que Brian May a seize ans. Il se rend alors compte qu’avec sa guitare acoustique il ne peut pas interpréter les chansons qu’il écoute à la radio. Ainsi, il décide de changer de guitare.
Avec l’aide de son père, il s’embarque dans un projet difficile : fabriquer sa propre guitare. Le travail débute en août 1963, dans une pièce de la maison familiale reconvertie en atelier. Brian May utilise presque exclusivement des matériaux de récupération. Par exemple, le corps de la guitare est constitué d’un bois d’acajou provenant du manteau d’une cheminée du XVIIIe siècle, auquel May donne forme à la main. Il utilise des ressorts de soupape d’une vieille moto et une lame de couteau pour le trémolo.
Les diverses spécificités de cette guitare, notamment un montage hors normes de ses micros, expliquent largement le son très identifiable de Brian May. L'originalité de l'électronique de sa guitare offre la possibilité d'ouvrir indépendamment (et donc concurremment) les trois micros et d'inverser leur phase, ce qui permet une très grande variation du rendu, mettant en valeur, selon la configuration, les basses et les médiums ou les médiums et les aigus et de le faire très rapidement. Son son est alors unique et reconnaissable.

### 1964: premier groupe, «1984»
May joue souvent pour améliorer sa technique et, en 1964, il forme un groupe appelé 1984, d’après le roman éponyme de George Orwell. Le groupe est alors composé de Brian May à la lead guitare, de son grand ami Dave Dilloway à la guitare basse, de John Garnham à la guitare rythmique, de John Sanger au piano (qui fait seulement deux apparitions sur scène) et Richard Thompson, recruté sur annonce, à la batterie. Plus tard, Tim Staffell les rejoint en tant que chanteur.
En 1965, Brian obtient 10 O-Levels et 4 A-Levels, ce qui lui permet de s’inscrire à l’Imperial College de Londres afin d’y étudier l’astronomie et la physique.
Avec 1984, il fait des premières parties remarquables, comme celle de Jimi Hendrix en 1967, à l’Imperial College, ainsi qu’un concert, Christmas on Earth, au cours duquel apparaissent des artistes tels que Jimi Hendrix, Pink Floyd ou Tyranosaurus Rex. Le groupe se disperse fin 1967, chacun des membres étant occupé par les études.
Durant cette période, Brian se rend en Suisse et à Tenerife afin d’étudier différents phénomènes astronomiques. Il écrit, avec ses collègues, deux rapports publiés dans le Monthly Notices of the Royal Astronomic Society et intitulés respectivement MgI Emission in the Night-Sky Spectrum (en 1972) et An Investigation of the Motion of Zodiacal Dust Particles (Part I) (en 1973).

### 1968: Smile
En 1968, Brian décide de reformer un groupe, en parallèle avec ses études. Il a gardé le contact avec Tim Staffell : ils se mettent à la recherche d’un batteur pour ce nouveau projet. C'est Roger Taylor qui est choisi pour occuper ce poste alors que Staffell prend la basse. Le groupe prend le nom de Smile, « sourire ».
Brian May obtient en 1968 son diplôme de Bachelor Of Science (BSc Hons). Il travaille ensuite en tant que maître de conférences tout en continuant ses études. Smile donne souvent des concerts à l'Imperial College et dans les Cornouailles. Il fait aussi la première partie de Yes en 1969. En mai 1969, ils signent un contrat chez Mercury Records et enregistrent deux titres mis en vente aux États-Unis en août 1969.
Début 1970, Tim Staffell quitte Smile et Mercury Records met fin au contrat du groupe.

### 1971: Queen

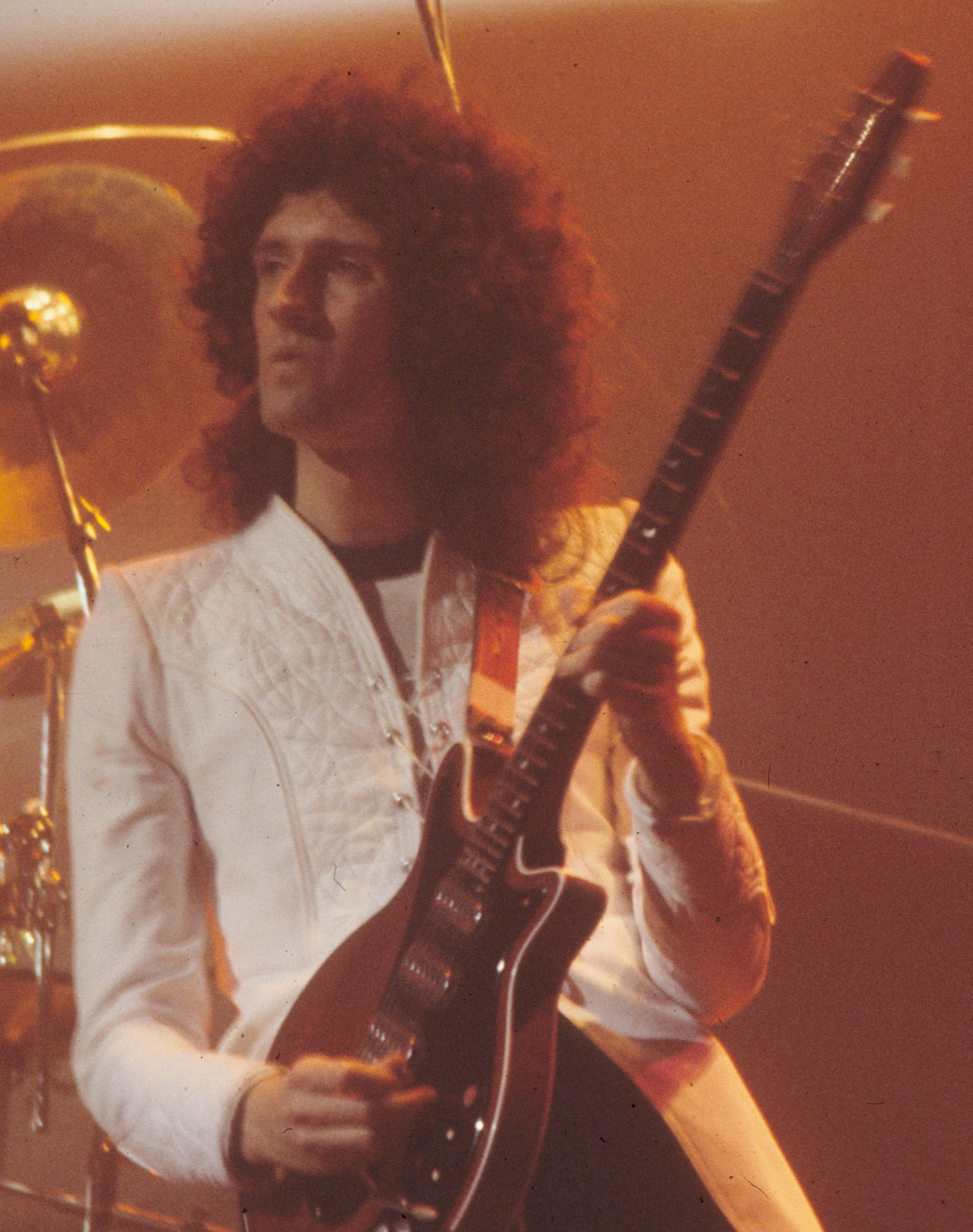
Brian May en scène avec Queen à New Haven, dans le Connecticut, en novembre 1977

Brian May et Roger Taylor ne veulent pas s’arrêter en si bon chemin, aussi ils s’associent à Farrokh Bulsara (nom de naissance de Freddie Mercury), un de leurs amis proches, qui reprend la place de Staffell et propose de changer le nom du groupe pour Queen.
En janvier 1971, John Deacon les rejoint et ils sortent leur premier album en 1973, intitulé simplement Queen. Queen II sort en 1974 et le groupe s’embarque pour une série de concerts. C’est durant ces concerts, que Brian May voit son état de santé se dégrader. En mai 1974, alors que Queen assure la première partie de la tournée américaine de Mott the Hoople, le groupe doit retourner en Angleterre. En effet, Brian a contracté une hépatite virale quelques mois plus tôt. En août 1974, Brian May tombe à nouveau malade, cette fois victime d'un ulcère de l’estomac dont il doit se faire opérer.
Leur premier succès commercial est Sheer Heart Attack en 1974. Mais c’est avec A Night at the Opera que Queen perce réellement. Le single Bohemian Rhapsody se classe no 1 des classements britanniques. Il s’ensuit l’album A Day at the Races en 1976.
Puis viennent les tubes We Will Rock You et We Are the Champions, en 1977, extraits de l’album News of the World. Enfin, les années 1970 se terminent avec l’album Jazz.
Suivent The Game (1980), la bande originale de Flash Gordon, ainsi que Hot Space (1982), symboles de la période la plus commerciale du groupe. Les rumeurs de séparation vont bon train à la suite de l'échec de ce dernier album, dont le son disco arrive un peu tard. Le groupe s’accorde alors une pause et Brian May enregistre le maxi Star Fleet Project avec Eddie Van Halen.
Queen revient en 1984 avec The Works puis en 1986 avec A Kind of Magic.
En marge de ces succès, la fin des années 1980 est marquée par des problèmes personnels pour Brian May. Il divorce en 1988 et son père meurt des suites d’un cancer. Ceci, ainsi que la disparition de Freddie Mercury, va le plonger dans une grave dépression dont il a du mal à se remettre, pensant même un temps au suicide.
En 1989, Queen sort The Miracle puis un ultime album studio original avec Mercury, Innuendo, en 1991. Le 24 novembre 1991, Freddie Mercury meurt du sida et les membres de Queen organisent en son honneur le 20 avril 1992 un concert au stade londonien de Wembley, le Freddie Mercury Tribute avec des apparitions de monuments du rock tels que les Guns N' Roses ou Metallica. D'autres grands noms sont conviés, comme George Michael, très impliqué dans la lutte contre le sida, et Elton John, grand ami de Freddy Mercury, fervent défenseur des droits LGBT et lui aussi figure de la lutte contre le sida, qui crée à la suite du concert la Elton John AIDS Foundation (en).

### L’après Queen
En 1995 les membres restants de Queen sortent un dernier album sous ce nom. Il contient des enregistrements faits du vivant de Freddie Mercury. Cet album porte le nom de Made in Heaven.
En 1997, Brian May écrit et chante sur la chanson No one but you (Only the Good Die Young) en compagnie de son compère Roger Taylor. La chanson est dédiée à la mémoire de la princesse Diana ainsi qu'à Freddie Mercury. Ayant bénéficié de l'apport créatif de Taylor ainsi que de celui de John Deacon, le titre sort sous le label Queen en single mais aussi comme bonus de la compilation Queen rocks.
Ensuite Brian May poursuit, avec Roger Taylor, mais sans John Deacon qui a pris sa retraite en 1997, des travaux d'adaptation et de production, avec par exemple la comédie musicale We Will Rock You (2006), sans oublier des représentations occasionnelles comme pour le jubilé d'or de la reine Élisabeth II en 2002.
En 2003, Queen, désormais appelé « Queen + » fait son apparition lors de la campagne contre le sida Nelson Mandela’s 46664.
En 2005, les deux membres restants de Queen se réunissent pour une tournée à travers l'Europe et le Japon ainsi que deux dates à New York et à Los Angeles, avec au chant Paul Rodgers, Dany Miranda à la basse et Spike Edney au clavier et sortent l’album live Return of the Champions.
Au mois de décembre 2005, Brian May est fait commandeur de l'ordre de l'Empire britannique par la reine Élisabeth II pour ses apports dans l’industrie musicale.
En octobre 2006, Brian May, Roger Taylor et Paul Rodgers entrent en studio, sous le nom de Queen + Paul Rodgers, pour enregistrer l'album The Cosmos Rocks.
En 2011, les musiciens Brian May et Roger Taylor entrent sur scène avec Adam Lambert sous le nom de  Queen + Adam Lambert, pour la tournée The Rhapsody Tour.
Le 12 août 2012, il participe à la cérémonie de clôture des Jeux olympiques de Londres. Il interprète le solo du titre Brighton Rock avant d'être rejoint par Roger Taylor pour We Will Rock You, en compagnie de la chanteuse Jessie J.
Le 14 mars 2023, Brian May est anobli par le roi Charles III à Buckingham Palace.

### Projets solos
Son premier travail en solo date de 1983 avec le mini album Star Fleet Project avec Eddie Van Halen.
En octobre 1991, Brian rejoint Cozy Powell (batterie), Mike Moran (clavier), Rick Wakeman (clavier), Maggie Ryder (chœurs), Miriam Stockley et Chris Thompson (chœurs) pour le Guitar Legends à Séville, en Espagne.
En 1992 il sort son premier album solo, Back to the Light, orienté rock, suivi d’une tournée mondiale avec son groupe, le Back to the Light Tour, qui se termine en décembre 1993.
Le Brian May Band, qui le suit durant tous ses projets solos d’octobre 1992 jusqu’à la mort de Cozy Powell en 1998 est à peu de chose près le groupe qui l’accompagnait durant le festival de Séville en 1991. En effet, le groupe se compose ensuite de Brian May, Cozy Powell (batterie et percussions), Mike Caswell (guitare), Neil Murray (basse), Maggie Ryder (chœurs), Miriam Stockley (chœurs) et Chris Thompson (chœurs). Cette version ne dure que le temps de la tournée sud-américaine. Puis May remplace Mike Caswell par Jamie Moses à la guitare ainsi que Maggie Ryder, Miriam Stockley et Chris Thompson par Catherine Porter et Shelley Preston.
En 1996, Brian May fait partie des guitar heroes choisis par le batteur Carmine Appice pour son projet Guitar Zeus. May apparaît en couverture du single tiré de cet album : Nobody Knew (Black White House).
En 1998 sort un nouvel album solo, Another World, avec un nouveau groupe, le SAS Band. Cet album est très différent du premier : il est très sombre et reflète la passe que Brian May est en train de vivre. Il a été très affecté par le décès de son ami Cozy Powell le 5 avril 1998, mais part néanmoins en tournée, remplaçant Powell par Steve Ferrone, qui est lui-même remplacé plus tard par Eric Singer. À cette époque le groupe est composé de Brian May, Spike Edney (claviers), Neil Murray (basse), Jamie Moses (guitare), Steve Ferrone (batterie), Susie Webb et Zoe Nicholas (chœurs).
En 2000 il écrit la musique du film Furia.
En 2008, il produit quelques chansons sous le titre EP, Wicked in Rock pour la chanteuse et actrice Kerry Ellis et décide d'étendre l'expérience pour en faire le premier album de Kerry Ellis qui sorti en 2010 sous le titre Anthems.
En 2011 Brian May joue sur le morceau Yoü and I de la chanteuse Lady Gaga, elle-même fan du groupe Queen : son nom de scène vient de la chanson Radio Ga Ga. Le 28 août de cette même année, il la rejoint sur scène pour interpréter cette chanson avec sa guitare aux MTV Video Music Awards. Lady Gaga a été un temps pressentie pour chanter avec Queen mais c'est finalement Adam Lambert qui a été retenu.
Depuis l'automne 2012, Brian May, en compagnie de la chanteuse Kerry Ellis, donne une série de concerts intitulée The Free Born Tour, d'abord au Royaume-Uni et ensuite dans des villes européennes également, sous la thématique de la protection des animaux.

### Vie privée
Le guitariste rencontre Chrissie Mullen en 1968 ; ils se marient en 1976. De leur union naissent trois enfants : James (1978), Louisa (1981) et Emily Ruth (1987).
Après avoir divorcé de Chrissie Mullen en 1988, au bout de vingt ans de relation, il se marie discrètement en 2000 à la chanteuse, danseuse et actrice Anita Dobson, une amie de Freddie Mercury que ce dernier présente au guitariste dans les locaux de la BBC en 1986. Le couple vit à Southampton, ville portuaire du sud de l'Angleterre.
Le couple revient vivre dans le quartier londonien de Kensington à une date indéterminée. Le 13 juillet 2021, une inondation provoquée par un refoulement d'eaux usées dans le quartier endommage sévèrement le sous-sol de leur maison, détruisant de nombreux souvenirs de sa carrière en solo et avec Queen ainsi que de nombreuses photos de famille. L'artiste publie sur Instagram une vidéo montrant les dégâts occasionnés, dégâts que May impute au conseil de quartier qui, selon lui, a laissé construire dans une logique de profit de trop nombreux sous-sols qui ont empêché la bonne évacuation des eaux usées.
Brian May entretient une relation d'amitié ancienne avec le guitariste de Black Sabbath, Tony Iommi, ce dernier le désignant comme « son meilleur ami ».

## Autres activités

### Doctorat en astrophysique
Il annonce le 24 juillet 2007 son intention de soutenir « dans les deux semaines » sa thèse en astrophysique, intitulée Radial velocities in the zodiacal dust cloud (Vitesses radiales dans le nuage de poussière zodiacal), trente ans après l'avoir commencée. Brian May remet sa thèse le 3 août 2007.
Il obtient son doctorat le 23 août 2007, à l'issue de son grand oral. Sa thèse de 48 000 mots avait été abandonnée dans le grenier de sa maison du Surrey en 1974 quand May a délaissé ses études pour se consacrer au groupe Queen. Elle montre que les nuages de poussière du système solaire se déplacent dans la même direction que les planètes.
Il a par ailleurs écrit un ouvrage avec Sir Patrick Moore et Chris Lintott (en) (les présentateurs de l'émission britannique d'astronomie The Sky at Night) sur le Big Bang et l'évolution de l'univers, qui sort en octobre 2006 et est intitulé Bang!.
Il est nommé chancelier de l'université John Moores de Liverpool le 19 juillet 2007, poste qu'il occupe jusqu'au 20 mai 2013, où il est remplacé par Sir Brian Leveson.
Il reçoit son diplôme le 14 mai 2008 au Royal Albert Hall.
Le 18 juin 2008, Sir Patrick Moore suggère « (52665) Brianmay »  comme nom à un astéroïde, en l’honneur de son collègue.
En 2019, dans le cadre de la mission OSIRIS-REx, May est amené, sur invitation de la NASA, à effectuer des observations d'échantillons issus de l'astéroïde Bennu,,,. Il contribue également à la modélisation en format 3D des résidus collectés par technique de stéréoscopie et co-réalise un atlas de l'objet astronomique publié en 2023,,,.

### Intérêt pour la stéréoscopie
Le Dr. Brian May s'intéresse à la stéréoscopie, collectionne les photos stéréo anciennes (dont Les Diableries), et a réalisé des images de synthèse en stéréoscopie : il dirige la London Stereoscopic Company. Il a créé un stéréoscope qu'il a appelé « Owl ».
En 2014 Brian May co-écrit avec Denis Pellerin et Paula Richarson Fleming un livre intitulé Diableries. Aventures stéréoscopiques en enfer, compilant une partie de sa collection d'images stéréoscopiques acquises pendant de nombreuses années, notamment au marché aux puces de la porte de Clignancourt à Paris au cours des tournées de Queen dans les années 1980.

### Défense de la cause animale
Brian May est impliqué dans le débat public qui a lieu au Royaume-Uni depuis quelques années concernant la nécessité ou non d'éradiquer certains animaux supposés nuisibles, comme les blaireaux notamment. Il a lancé à ce sujet une importante campagne intitulée Save Me, qui se préoccupe également du sort des renards, et fait de fréquentes apparitions dans les médias à ce sujet. Il est par ailleurs végétarien, et depuis janvier 2020 végan. C'est d'ailleurs grâce à sa défense de la cause animale et de sa musique qu'il sera anobli au rang de chevalier avec la distinction honorifique Knight Bachelor le plus bas ordre de chevalerie du Royaume-Uni. Il peut depuis se faire appeler Sir Brian May, ou Sir Brian.

## Équipement

### Red Special

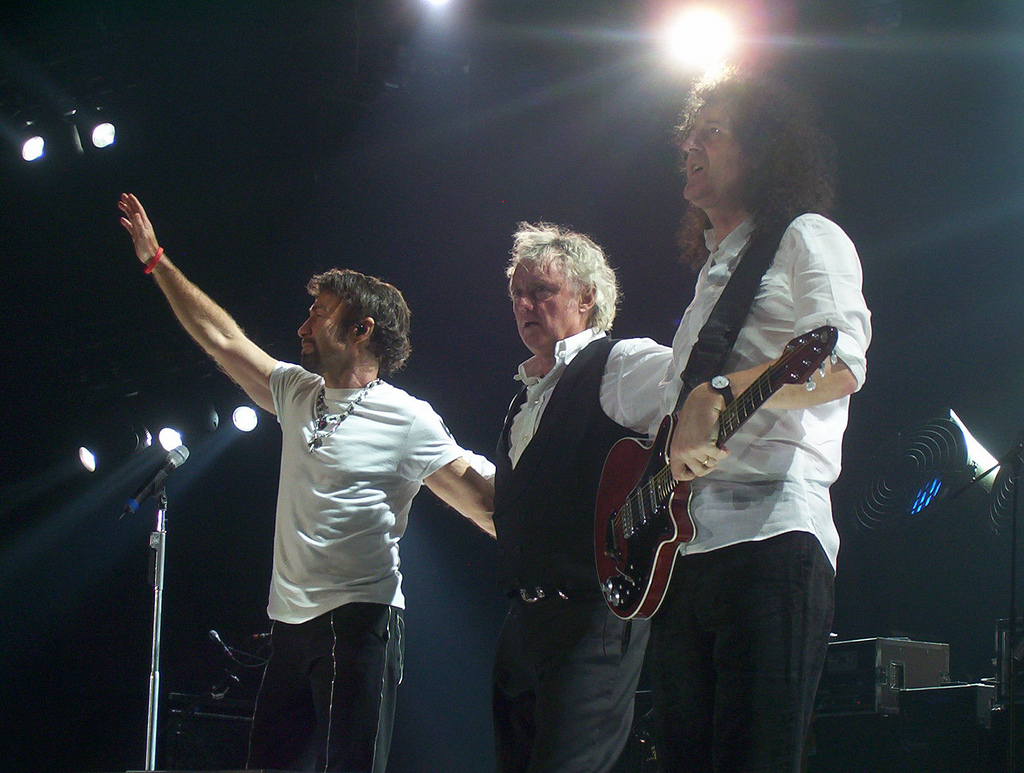
Sur le Queen + Paul Rodgers Tour, en 2005.

Guitare personnelle de Brian May, la Red Special est un modèle unique, fabriqué à la main avec des pièces neuves et de récupération. Cette guitare a ensuite été copiée par plusieurs luthiers indépendants et l'on trouve dans le commerce des répliques officielles fabriquées en grande série.
Le nom de Red Special (littéralement « Spéciale Rouge ») vient de la couleur particulière brun-rouge de la guitare. Celle-ci fut peinte à la main et de multiples couches de vernis plastique viennent la protéger.

### Autres guitares
Au début des tournées de Queen, Brian May emporte une Fender Stratocaster comme guitare de rechange, qu’il remplace en 1974 par une Gibson Les Paul Deluxe, puis une réplique de sa Red Special l’année suivante. Insatisfait, il la remplace en 1982 par une Gibson Flying V jusqu'à ce qu'il obtienne une meilleure réplique de sa Red Special.
Alors qu'ils conçoivent et fabriquent la Red Special, Brian May et son père dressent les plans d'une seconde guitare. Satisfait de leur premier essai, May ne réalise jamais la seconde guitare de ses mains. Les plans sont remis au luthier Andrew Guyton en 2004/05, et après quelques modifications, la guitare est construite. Elle a été baptisée The Spade (« le pique ») en raison de sa forme mais elle est aussi connue sous le nom de The Guitar That Time Forgot (« la guitare oubliée du temps »). À ce jour, cette guitare n’a jamais été utilisée lors d’un enregistrement.
Liste des guitares utilisées par Brian May :
En studio
- Hairfred acoustic (White Queen et Jealousy)
- Fender Telecaster (Crazy Little Thing Called Love)
- Ibanez Joe Satriani (Nothing But Blue)
- Parker Fly (Mother Love)
- Burns Double Six (Long Away)
- Ovation 12 cordes (Save Me)
- Martin D18 Dreadnought
- Gibson Chet Atkins (Is This the World We Created...? et Innuendo)

Sur scène
- Fender Stratocaster (guitare de rechange de 1972 à 1973)
- Gibson Les Paul Deluxe (guitare de rechange de 1974 à 1975)
- John Birch Brian May guitar (copie de la Red Special, de 1975 à 1982)
- Gibson 'The V' (guitare de rechange pour le Hot Space Tour en 1982)
- Guild Brian May (copie de la Red Special de 1985 à 1997)
- Fryer Brian May (copie de la Red Special de 1998 à nos jours)
- Fender Telecaster noire (Crazy Little Thing Called Love durant le Magic Tour de 1986)
- Burns Bison
- Ovation acoustic (Love of my Life, Let your Heart Rule your Head et 39 durant le Back to the Light tour)
- Gibson Chet Atkins CE (Love of my Life, Is This the World We Created...? et Rock'n'Roll medley durant le Magic Tour de 1986)
- Godin A-12 Thinline 12 cordes, électroacoustique (Crazy Little Thing Called Love durant le Freddie Mercury Tribute Concert en 1992)
- Collings Acoustic (durant le Another World Tour)
- Guild acoustics F-512[18] [12 cordes] (Love of my Life, '39, Long Away, Tavaszi Szel et la première partie de Teo Teorriatte durant la tournée de Queen + Paul Rodgers)
- Yamaha Silent guitar (Crazy Little Thing Called Love durant la tournée de Queen + Paul Rodgers)

En clip vidéo
- Greco Brian May90 (copie de la Red Special, sur Good Old Fashioned Lover Boy)
- Washburn RR2V (Princes of the Universe)
- Fender Telecaster noire (Crazy Little Thing Called Love, Backchat)
- Satellite Strat (copie de Fender Stratocaster, sur Play the Game)
- John Birch Brian May guitar (copie de la Red Special, sur We Will Rock You et Spread Your Wings)
- Skull guitar (guitare en forme de crâne, réalisée pour les besoins du clip de It's a Hard Life)

### Autres instruments
Son ukulélé est un Aloha. Il utilise un piano Bösendorfer - ou, en concert, le Steinway & Sons de Freddie Mercury - et un synthétiseur Yamaha DX7 comme lors de l’introduction de One Vision, sur Who Wants to Live Forever, Scandal et The Show Must Go On.
May a parfois utilisé des instruments-jouets, comme un piano Yamaha en plastique sur Teo Torriatte, et un koto jouet sur The Prophet's Song, offert durant un voyage au Japon en 1975.

### Amplificateurs
Brian May utilise généralement, sur scène (par groupe de douze) et en studio, l'amplificateur à lampes Vox AC 30 modèle AC30TBX qu’il associe avec une Treble Booster, pédale d'effet destinée à amplifier les fréquences aiguës. En studio uniquement il se sert également d’un petit amplificateur à transistors alimenté par des piles, conçu et fabriqué par John Deacon, le Deacy Amp.

### Médiators
Dans sa jeunesse, les médiators traditionnels s'étant révélés trop fragiles à son goût, May a pris pour habitude d'employer une pièce de six pence. Queen a édité une reproduction de la pièce de six pence britanniques représentant May de profil. Le côté pile est orné de ses initiales, de la devise Brian May Official, du logo étoilé de May et de l'année de frappe. Elle est vendue en ligne ou à l'occasion de tournées.

## Technique

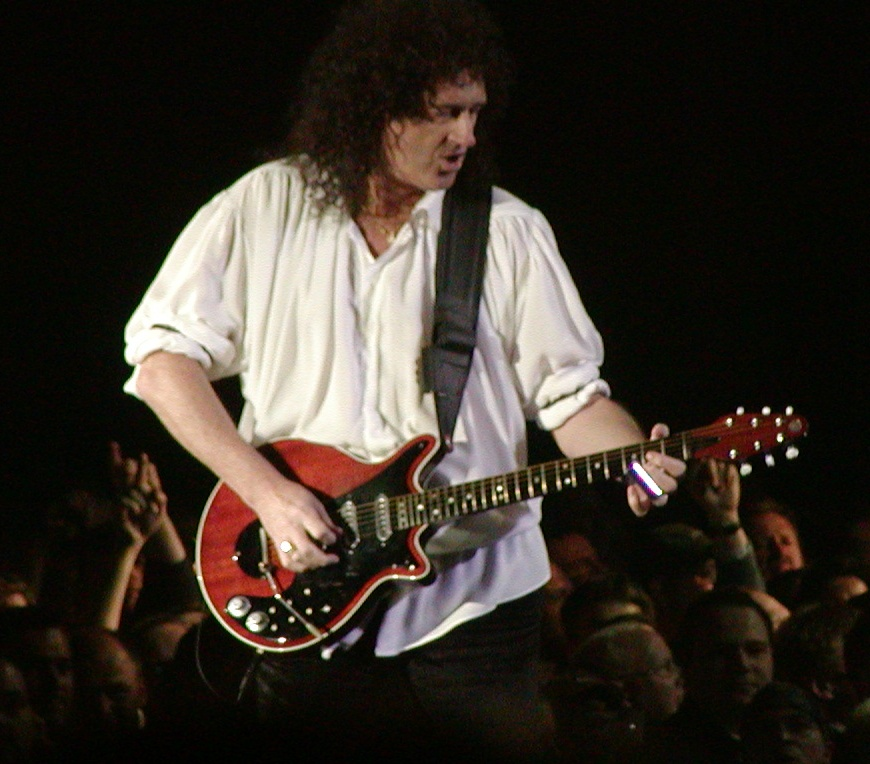
Brian May, en 2005, à Francfort en Allemagne

En septembre 2011, Brian May apparait à la 26e position du classement des cent meilleurs guitaristes de tous les temps, établi par le magazine musical Rolling Stone.
En janvier 2007 le magazine Guitar World inclut deux solos de Brian May dans le Top 100 des meilleurs solos de guitare de tous les temps, Bohemian Rhapsody et Brighton Rock, respectivement aux 20e et 41e places.
Brian May a exploré une grande gamme de styles à la guitare, comme le sweep picking (Was It Worth It All, Chinese Torture), le tapping (Bijou, It’s Late, Resurrection, Cyborg, Rain Must Fall, Business, China Belle, I Was Born To Love You), le slide (Drowse, Tie Your Mother Down), le Hendrix sounding licks (Liar, Brighton Rock), le tap-delay (Brighton Rock, White Man) et le melodic parts (Bohemian Rhapsody, Killer Queen, These Are the Days of Our Lives).
Notamment sur son solo de Brighton Rock, on peut remarquer l’effet du double retard. Le premier retard est d'environ 800 ms et le second de 1 600 ms. Les trois signaux (instantané, premier retard, second retard) sont envoyés à trois amplificateurs séparés. Grâce à ce système, il construit des harmonies en trois parties, donnant l'impression que trois guitaristes jouent simultanément. Ceci fait de lui un des promoteurs de la guitare-orchestration, appelée ainsi en raison de l’utilisation de plusieurs guitares qui s’entendent simultanément pour un effet polyphonique.
Brian May a utilisé sa guitare pour imiter la sonorité d'autres instruments, voire un orchestre (Procession, God Save the Queen). Ces effets sonores originaux firent croire à certains que le groupe utilisait des synthétiseurs, ce qui est à l'origine d'un démenti ajouté dans le livret des premiers albums. Dans Good Company, il imite un trombone, un piccolo et plusieurs autres instruments, donnant un style jazz Nouvelle-Orléans au morceau.
Avec Queen, Brian May joua également du banjolélé (Bring Back That Leroy Brown), du ukulele (Good Company), du piano (All Dead, All Dead, Save Me, Dear Friends), du synthétiseur (One Vision), de la harpe (Love of My Life), du koto (The Prophet's Song), de l’harmonium (Teo Torriatte) ou encore des maracas (Who Needs You).
Brian May est aussi chanteur : sa gamme vocale est basse. De Queen à The Game, il interprète au moins une chanson par album en tant que voix principale et contribua aux chœurs de beaucoup de chansons du groupe.

## Discographie

### EP et albums solo et avec Kerry Ellis
- 1983 : Star Fleet Project (EP)
- 1992 : Back to the Light
- 1994 : Live at the Brixton Academy (en concert)
- 1998 : Another World
- 1998 : Red Special (mini-album promotionnel)
- 2000 : Furia (bande originale du film homonyme)
- 2013 : Acoustic by Candlelight (avec Kerry Ellis, en concert)
- 2017 : Golden Days (avec Kerry Ellis)
- 2021 : à l'occasion du cinquantenaire du groupe Queen, Brian May annonce la réédition remasterisée de Back to the Light. La sortie sur les plateformes de téléchargement est prévue pour août 2021[21]

## Apparitions
- 2000 : Music from and Inspired by Mission: Impossible 2 - Sur Have a Cigar avec les Foo Fighters- Reprise de la chanson de Pink Floyd

### Avec le groupe Queen
Pour plus d'informations sur les albums du groupe Queen, voir leur discographie au bas de l'article consacré au groupe.

## Influences
May s'est dit influencé par Lonnie Donegan, Chuck Berry, Jimi Hendrix, Jimmy Page, Jeff Beck, The Shadows, Eric Clapton, Rory Gallagher qu'il cite d'ailleurs comme le guitariste qui lui a permis de trouver le son de guitare caractéristique de Queen.
Il a lui-même influencé Eddie Van Halen, Slash, Joe Satriani, Steve Vai, Kirk Hammett, John Petrucci, Dave Murray, Mick Mars, Yngwie Malmsteen, Chris Impellitteri, Jake E. Lee, Nuno Bettencourt, Phil Campbell, Phil Collen, Reb Beach, Adrian Smith, Ryan Roxie, Glenn Tipton, Alex Skolnick, Jeffrey Dunn, Scott Ian, Kerry King, Thom Yorke, Chris Poland, Marty Friedman, Ray Toro, Paul Gilbert, Michael Angelo Batio, Jason Becker, Richie Sambora.